# Йохан фон Монклер
Йохан фон Монклер (на немски: Johann von Moncler; † 1 януари/18 март 1427) е господар на Монклер и бургграф на Франкенберг в Средна Франкония в Бавария.
Той е син на Якоб/Жак фон Монклер († сл. 1386) и съпругата му Хилдегард фон Щайн († сл. 1386), дъщеря на рейнграф Йохан I фон Щайн († 1333) и Хедвиг фон Даун († 1365), наследничка на Вилдграфството Даун и Грумбах, дъщеря на вилдграф Конрад IV фон Даун-Грумбах († сл. 1327) и Хилдегард Фогт фон Хунолщайн († 1306).
Брат е на Якоб Векер фон Монклер († сл. 1386), Елизабет/Елиза де Монклер († сл. 1424), омъжена за Якоб/Йохан фон Зирк-Фрауенбург († 1386), Ренее фон Монклер, омъжена 1382 г. за Петер фон Родемахерн († сл. 1382), и на Жанета фон Монклер († сл. 1386).

## Фамилия
Йохан фон Монклер се жени за Маргарета фон Родемахерн († сл. 1423), дъщеря на Гилес IV фон Родемахерн-Засенхайм († сл. 1381), губернатор на Люксембург, и Жана дьо Шатилон-сюр-Марне († сл. 1385). Сестра му Ренее фон Монклер се омъжва 1382 г. за нейния брат Петер фон Родемахерн († сл. 1382). Бракът е бездетен.